# Matt Derbyshire
Matt Derbyshire (Great Harwood, 14 april 1986) is een Engels betaald voetballer die bij voorkeur in de aanval speelt.

## Clubcarrière
Derbyshire tekende in 2003 bij Blackburn Rovers, nadat hij een jaar bij Great Harwood Town FC speelde. In zijn eerste periode bij de club werd hij herhaaldelijk uitgeleend, eerst aan Plymouth Argyle waar hij niet tot scoren kwam. Het jaar erna huurde Wrexham AFC hem en scoorde hij in zestien wedstrijden tien keer.
Derbyshire debuteerde in het eerste elftal van Blackburn in de bekerwedstrijd tegen Wigan Athletic FC, op 1 januari 2007. Zijn eerste doelpunt scoorde hij tegen Everton. Op 28 januari 2009 werd Derbyshire voor een half jaar uitgeleend aan de dan regerend Grieks kampioen Olympiakos Piraeus. Hiervoor debuteerde hij in een bekerwedstrijd tegen PAOK Saloniki, zijn eerste doelpunt volgde in de return. Tegen Aris Saloniki maakte Derbyshire zijn competitiedebuut voor Olympiakos. Zijn eerst doelpunt in de competitie volgde op 15 maart 2009 tegen Iraklis. In de bekerfinale later in dat jaar scoorde hij twee doelpunten. Op 18 juni 2009 stapte Derbyshire definitief over naar Olympiakos, waar hij een contract voor vier seizoenen tekende.
In 2010 verhuurde Olympiakos Derbyshire uit aan Birmingham City. Na zijn terugkomst in Griekenland was hij overbodig geworden in het team van trainer Ernesto Valverde, en moest hij op zoek naar een nieuwe club. In augustus 2011 tekende hij een meerjarig contract bij de club Nottingham Forest, dat uitkomt in de Championship. Hij wist hier niet te overtuigen, waardoor hij een jaar later werd hij uitgeleend aan het lager geklasseerde Oldham Athletic. In januari 2013 leende Nottingham Forest Derbyshire opnieuw uit, ditmaal aan Blackpool, dat net als Nottingham Forest in de Championship uitkomt. In juli 2014 verliet hij Nottingham en tekende hij voor Rotherham United. Hij bleef twee seizoenen in Rotherham voordat hij de overstap maakte naar het Cypriotische Omonia Nicosia. In oktober 2020 sloot hij aan bij het Australische Macarthur FC.

## Internationale carrière
Op 24 maart 2007 maakte Derbyshire zijn debuut voor het Engels voetbalelftal onder 21, tegen Spaans voetbalelftal onder 21. Daarmee was hij actief op onder meer het EK 2007 onder 21.

## Erelijst
Olympiakos Piraeus
- Super League Griekenland: 2009
- Beker van Griekenland: 2009